# Podebłocie
Podebłocie es un pueblo de Polonia, en Mazovia. Se encuentra en el distrito (Gmina) de Trojanów, perteneciente al condado (Powiat) de Garwolin. Se encuentra aproximadamente 8 km al suroeste de Trojanów, 30 km al sur de Garwolin, y 82 km al sureste de Varsovia. 
Entre 1975 y 1998 perteneció al voivodato de Siedlce.